# Sarah Emma Edmonds

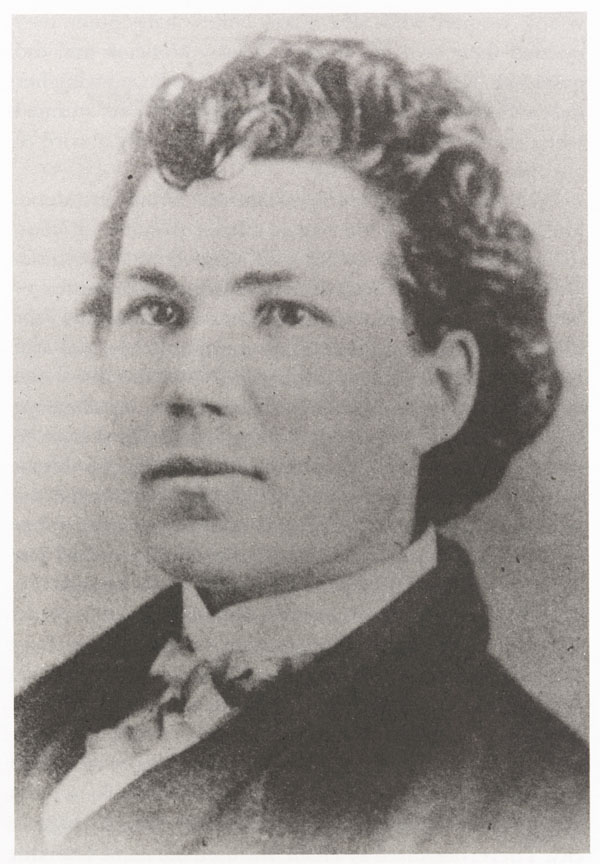
Sarah Emma Edmonds

Sarah Emma Edmonds (* Dezember 1841 in Magaguadavic Ridge, New Brunswick, Britisch-Nordamerika; † 5. September 1898 in La Porte, Texas) diente als Mann verkleidet im Unionsheer während des Sezessionskriegs. Nach dem Krieg veröffentlichte sie ihre Erinnerungen und wurde als einzige Frau Mitglied in der Veteranenvereinigung Grand Army of the Republic aufgenommen.

## Kindheit und Jugend
Sarah Emma Edmonds wurde im Dezember 1841 in der Gegend um das Magaguadavic Ridge in New Brunswick, damals noch eine britische Kolonie, geboren. Sie war das jüngste von fünf Kindern, alles Mädchen. Edmonds’ Vater hatte auf einen Jungen gehofft, der eines Tages auf der Farm der Familie helfen könnte und behandelte sie ausgesprochen schlecht. Um ihrem Vater zu entkommen und einer arrangierten Ehe zu entgehen, floh Edmonds mit der Hilfe ihrer Mutter von der Farm. Edmonds kleidete sich schließlich als Mann, weil sie damit leichter reisen und unabhängig sein konnte. Sie überquerte die heutige Grenze zu den Vereinigten Staaten und fand in Hartford (Connecticut) eine Anstellung als Bibelverkäufer.

## Sezessionskrieg
Edmonds’ Interesse an Abenteuern wurde von einem Buch namens Fanny Campbell, the Female Pirate Captain (dt. Fanny Campbell, der weibliche Piratenkapitän) von Maturin Murray Ballou inspiriert, das sie in ihrer Jugend gelesen hatte. Das Buch erzählt die Abenteuer von Fanny Campbell, die sie während der Amerikanischen Revolution als Mann verkleidet erlebt hatte. Fanny blieb in ihrer männlichen Rolle, um weitere Abenteuer zu erleben, eine Geschichte, der Edmonds ihren Wunsch zum Crossdressing zuschreibt.
Während des Sezessionskrieges, am 25. Mai 1861, meldete sich Edmonds zur Kompanie F des 2. Michigan Freiwilligen Infanterie-Regiments. Edmonds nannte sich selbst Franklin Flint Thompson, möglicherweise stammt der Mittelname Flint von dem Ort, an dem sie sich freiwillig gemeldet hatte: Flint (Michigan). Edmonds fühlte sich verpflichtet, ihrem Land zu dienen, und zeigte sich ihrer neuen Heimat gegenüber ausgesprochen patriotisch. Zunächst diente Edmonds als Feldpfleger und nahm an einer Reihe von Schlachten unter George B. McClellan teil, darunter die erste und zweite Schlacht am Bull Run, Antietam, Fredericksburg und weiteren. Einige Historiker wiesen jedoch darauf hin, dass diese Berichte Edmonds zur gleichen Zeit an verschiedenen Orten platzieren.
Edmonds Aufgaben änderten sich, als ein Spion der Union in Richmond, Virginia, enttarnt und exekutiert wurde; ein Freund Edmonds’, James Vesey, wurde in einem Hinterhalt erschossen. Edmonds bewarb sich um die freie Stelle, um ihren Freund zu rächen, und wurde als Franklin Thompson als Spion angenommen. Obwohl es keinen Nachweis in militärischen Aufzeichnungen zu der Tätigkeit als Spion gibt, schrieb sie ausführlich über ihre Erlebnisse als Spion während des Krieges. Bei ihren Reisen in das feindliche Gebiet verwendete Edmonds eine Reihe verschiedener Verkleidungen. Bei einer Verkleidung färbte Edmonds sich die Haut mit Silbernitrat schwarz, trug eine schwarze Perücke und drang als schwarzer Mann namens Cuff in die Konföderation ein. Ein anderes Mal verkleidete Edmonds sich als irische Hausiererin namens Bridget O’Shea und behauptete, Äpfel und Seife an die Soldaten verkaufen zu wollen. Später arbeitete sie angeblich als schwarze Wäscherin für die Konföderierten, dabei fiel ein Paket offizieller Papiere aus der Jacke eines Offiziers. Als Edmonds damit zur Union zurückkehrte, waren die Generäle begeistert. Ein anderes Mal arbeitete sie als ein Detektiv in Kentucky unter dem Namen Charles Mayberry und deckte die Identität eines konföderierten Agenten auf.
Edmonds’ Karriere als Frank Thompson endete, als sie eine Abkürzung zur Berry’s Brigade nahm, um dort Post auszuliefern. Ihr Muli warf sie ab und sie fiel noch vor erreichen der Brigade in einen Graben. Edmonds erlitt eine Reihe von ernstzunehmenden Verletzungen und konnte ihre Reise nicht fortsetzen. Aus Angst, dass ihre wahre Identität in einem Militärkrankenhaus aufgedeckt werden könnte, verließ sie die Armee und ließ sich in einem zivilen Krankenhaus versorgen. Sie hatte vor, nach ihrer Wiederherstellung auf ihren Posten zurückzukehren. Als Edmonds sich erholt hatte, sah sie Frank Thompson als Deserteur auf öffentlichen Verlautbarungen gelistet. Sie wollte es nicht riskieren, als fahnenflüchtig hingerichtet zu werden, also entschloss sie sich, als Frau und Krankenschwester in Washington, D.C. für verwundete Soldaten der Union zu sorgen. Es gab Spekulationen darüber, dass Edmonds möglicherweise wegen John William Reids Entlassung desertieren wollte. Es gibt Hinweise in Edmonds’ Tagebuch, dass sie bereits vor ihrer Malaria-Erkrankung daran gedacht hatte, die Armee zu verlassen. Ihre Kameraden lobten ihren Einsatz, und selbst nachdem ihre Verkleidung als Mann entdeckt wurde, betrachteten ihre Kameraden sie als guten Soldaten. Edmonds wurde als furchtloser Soldat beschrieben, der sich aktiv an jeder Schlacht beteiligt hatte, in der ihre Einheit kämpfte.

## Memoiren
1864 veröffentlichte der Verleger DeWolfe, Fiske & Co. aus Boston Edmonds Bericht über ihre militärischen Erlebnisse unter dem Titel The Female Spy of the Union Army. Ein Jahr später wurde die Geschichte von einem Verleger in Hartford unter dem Titel Nurse and Spy in the Union Army erneut aufgelegt. Es war ein sehr erfolgreiches Buch, rund 175.000 Kopien wurden verkauft. Edmonds spendete die Einkünfte von ihren Memoiren an verschiedene Hilfsorganisationen für Soldaten.

## Privatleben
1867 heiratete Edmonds Linus H. Seelye, einen Mechaniker und Freund aus ihrer Kindheit. Gemeinsam hatten sie drei Kinder, die früh verstarben. Daraufhin adoptierte das Paar zwei Söhne. Nach der Veröffentlichung ihrer Memoiren 1883 wurde Edmonds Lektorin.

## Lebensende
Ab 1886 erhielt Edmonds eine staatliche Pension von 12 $ im Monat für ihren Militärdienst. Nach einer Kampagne wurde die Anklage wegen Fahnenflucht fallengelassen und Edmonds wurde letztlich ehrenhaft entlassen. Im Jahr 1897 wurde Edmonds als einzige Frau Mitglied der Veteranenorganisation Grand Army of the Republic. Edmonds starb am 5. September 1898 in La Porte, Texas, und wurde in der Grand Army of the Republic Abteilung des Washington Friedhofes in Houston begraben. Sie wurde 1901 erneut bestattet, dieses Mal mit vollen militärischen Ehren.

## Veröffentlichungen
- Nurse and Spy in the Union Army: Comprising the Adventures and Experiences of a Woman in Hospitals, Camps, and Battle-Fields. W.S. Williams, 1865. OCLC 170538 Neuauflage Meadow Books, 2006, ISBN 978-1-84685-041-7 online verfügbar unter Nurse and Spy in the Union Army(englisch)

## Ehrung und Erinnerung
Im 20. Jahrhundert wurden eine Reihe fiktionaler Berichte über Edmonds’ Leben geschrieben, insbesondere für junge Erwachsene. 1992 wurde Edmonds in die Michigan Women’s Hall of Fame aufgenommen.